# Xã Millcreek, Quận Clarion, Pennsylvania
Xã Millcreek (tiếng Anh: Millcreek Township) là một xã thuộc quận Clarion, tiểu bang Pennsylvania, Hoa Kỳ. Năm 2010, dân số của xã này là 396 người.